# ヘナン・フェレイラ
ヘナン・フェレイラ（Renan Ferreira、1989年11月23日 - ）は、ブラジルの男性総合格闘家。ゴイアス州ポランガトゥ出身。チーム・ノゲイラ/アメリカン・トップチーム所属。PFLヘビー級トーナメント2023王者。

## 来歴
民間警備員や建設作業員として働きながら格闘技のトレーニングを積み、2013年、ブラジリアの低所得者へ向けたソーシャルプログラムの一環でブラジリアン柔術を始めた。3年後にリオデジャネイロのチーム・ノゲイラへ移籍すると、フルタイムの仕事を辞めて総合格闘技に専念する事となった。
2013年、プロ総合格闘技デビュー。LFA等の団体に参戦し、8戦6勝の戦績を残した。

### PFL
2021年5月6日、PFL初出場となったPFL 3で元UFC世界ヘビー級王者ファブリシオ・ヴェウドゥムと対戦し、パウンドで1RTKO勝ち。しかし、フィニッシュ直前にヴェウドゥムが仕掛けた三角絞めでフェレイラがタップのような仕草をしていたことが映像に捉えられていたことから、ヴェウドゥム陣営は映像を添えてニュージャージー州アスレチック・コントロール・ボードに不服申し立てを行うと、後日、ニュージャージー州アスレチック・コントロール・ボードによって裁定がノーコンテストに変更された。なお、フェレイラは試合後にタップしたことを否定した。
2022年4月28日、PFL 2でジャメル・ジョーンズと対戦し、右前蹴りでダウンを奪いパウンドで開始25秒のKO勝ちを収め6ポイントを獲得。6月24日、PFL 5でクリッドソン・アブレウと対戦し、0-3の判定負け。しかし、試合後にアブレウから禁止薬物の陽性反応が出たため、裁定がノーコンテストに変更され、フェレイラは合計6ポイントでプレーオフ進出を果たした。
2022年8月13日、PFL 8のヘビー級トーナメント準決勝でアンテ・デリアと対戦し、パウンドで1RTKO負け。
2023年4月7日、PFL 2でリズヴァン・クニエフと対戦し、0-3の判定負けを喫したが、試合後にクニエフから禁止薬物の陽性反応が出たため、裁定がノーコンテストに変更された。6月16日、PFL 5でマテウス・シェフェウと対戦し、左フックで開始50秒のKO勝ちを収め6ポイントを獲得し、プレーオフ進出を果たした。
2023年8月18日、PFL 8のヘビー級トーナメント準決勝でモーリス・グリーンと対戦し、右ストレートでダウンを奪いパウンドで1RKO勝ち。11月24日、PFL 10のヘビー級トーナメント決勝でデニス・ゴルツォフと対戦し、右ストレートでダウンを奪いパウンドで2RTKO勝ちを収め優勝を果たし、優勝賞金100万ドル（約1億5000万円）を獲得した。
2024年2月24日、PFLが昨年買収したBellatorとの共同開催となったPFL vs. BellatorでBellator世界ヘビー級王者ライアン・ベイダーと両団体王者の対抗戦を行い、右ストレートでダウンを奪いパウンドで開始21秒のTKO勝ち。この試合のために特別に作成されたスーパーベルトの獲得に成功し、元UFC世界ヘビー級王者フランシス・ガヌーの次期対戦相手に決定した。
2024年10月5日、PFL Super FightsのPFL世界ヘビー級スーパーファイト王座決定戦で元UFC世界ヘビー級王者フランシス・ガヌーと対戦し、パウンドで1RKO負け。王座獲得に失敗した。

## 戦績
| 総合格闘技 戦績 | 総合格闘技 戦績 | 総合格闘技 戦績 | 総合格闘技 戦績 | 総合格闘技 戦績 | 総合格闘技 戦績 | 総合格闘技 戦績 |
| --------------- | --------------- | --------------- | --------------- | --------------- | --------------- | --------------- |
| 20 試合         | (T)KO           | 一本            | 判定            | その他          | 引き分け        | 無効試合        |
| 13 勝           | 11              | 1               | 1               | 0               | 0               | 3               |
| 4 敗            | 2               | 1               | 0               | 1               | 0               | 3               |

| 勝敗 | 対戦相手                   | 試合結果                                       | 大会名                                                                               | 開催年月日     |
| ×    | フランシス・ガヌー         | 1R 3:32 KO（パウンド）                         | PFL Super Fights: Battle of the Giants 【PFL世界ヘビー級スーパーファイト王座決定戦】 | 2024年10月19日 |
| ○    | ライアン・ベイダー         | 1R 0:21 TKO（右ストレート→パウンド）           | PFL vs. Bellator: Champs                                                             | 2024年2月24日  |
| ○    | デニス・ゴルツォフ         | 2R 0:26 TKO（右ストレート→パウンド）           | PFL 10 【2023年PFLヘビー級トーナメント決勝】                                         | 2023年11月24日 |
| ○    | モーリス・グリーン         | 1R 4:46 KO（右ストレート→パウンド）            | PFL 8 【2023年PFLヘビー級トーナメント準決勝】                                        | 2023年8月18日  |
| ○    | マテウス・シェフェウ       | 1R 0:50 KO（左フック）                         | PFL 5 【2023年PFLヘビー級トーナメント・レギュラーシーズン2回戦】                     | 2023年6月16日  |
| －   | リズヴァン・クニエフ       | ノーコンテスト（クニエフの禁止薬物失格）       | PFL 2 【2023年PFLヘビー級トーナメント・レギュラーシーズン1回戦】                     | 2023年4月7日   |
| ×    | アンテ・デリア             | 1R 1:41 TKO（パウンド）                        | PFL 8 【2022年PFLヘビー級トーナメント準決勝】                                        | 2022年8月13日  |
| －   | クリッドソン・アブレウ     | ノーコンテスト（アブレウの禁止薬物失格）       | PFL 5 【2022年PFLヘビー級トーナメント・レギュラーシーズン2回戦】                     | 2022年6月24日  |
| ○    | ジャメル・ジョーンズ       | 1R 0:25 KO（右前蹴り→パウンド）                | PFL 2 【2022年PFLヘビー級トーナメント・レギュラーシーズン1回戦】                     | 2022年4月28日  |
| ○    | ステュアート・オースティン | 1R 0:31 KO（右ストレート）                     | PFL 8                                                                                | 2021年8月19日  |
| ○    | カール・セウマヌタファ     | 5分3R終了 判定3-0                              | PFL 6                                                                                | 2021年6月25日  |
| －   | ファブリシオ・ヴェウドゥム | 1R 2:32 ノーコンテスト（誤審）                 | PFL 3                                                                                | 2021年5月6日   |
| ○    | ジャレッド・バンデラ       | 2R 2:37 三角絞め                               | LFA 74                                                                               | 2019年8月30日  |
| ×    | ブレット・マーティン       | 1R 3:14 失格（フェレイラの後頭部へのパウンド） | LFA 70                                                                               | 2019年6月28日  |
| ○    | ファブリシオ・アウメイダ   | 2R 3:57 TKO（パウンド）                        | Future FC 3                                                                          | 2019年3月22日  |
| ○    | チアゴ・カルドソ           | 1R 1:39 KO（パンチ連打）                       | NCE 30                                                                               | 2018年9月15日  |
| ○    | カルロス・フアン           | 1R 3:30 KO（パンチ）                           | FLC 6                                                                                | 2017年12月14日 |
| ×    | ヴィニシウス・モレイラ     | 1R 3:37 腕ひしぎ十字固め                       | FAM Fight Night 1 【FAMMAヘビー級王座決定戦】                                        | 2016年9月3日   |
| ○    | アレッシャンドリ・サバラ   | 2R TKO（棄権）                                 | Acai do Japa Fight 2                                                                 | 2014年12月13日 |
| ○    | マルシオ・マルケス         | 1R 0:43 TKO（パンチ連打）                      | MMA Fest: Porangatu                                                                  | 2013年12月14日 |

## 獲得タイトル
- PFLヘビー級トーナメント優勝（2023年）